# Tom of Finland (film)
Pour plus de détails, voir Fiche technique et Distribution.
Tom of Finland est un drame biographique finlandais réalisé par Dome Karukoski, sorti en 2017.

## Synopsis
Touko Laaksonen revient du front de la Seconde Guerre mondiale. À Helsinki, l'homosexualité est à peine mieux tolérée que dans la campagne d'où il vient. À côté de son travail de graphiste, Touko libère ses fantasmes dans le dessin, représentant des hommes musclés et très érotisés. Ils sont d'une telle qualité que son compagnon danseur le pousse à trouver un moyen de les publier.

## Fiche technique
- Titre original : Tom of Finland
- Réalisation : Dome Karukoski
- Scénario :  Aleksi Bardy
- Décors : Christian Olander
- Costumes : Anna Vilppunen
- Photographie : Lasse Frank Johannessen
- Montage : Harri Ylönen
- Musique : Hildur Guðnadóttir et Lasse Enersen
- Production : Aleksi Bardy, Miia Haavisto et Annika Sucksdorff
- Sociétés de production : Helsinki-filmi, Anagram Väst, Fridthjof Film, Neutrinos Pictures et Film Väst
- Sociétés de distribution : Protagonist Pictures et Rezo Films
- Pays d’origine :  Finlande,  Danemark,  Allemagne,  Suède et  États-Unis
- Format : couleur
- Genre : drame biographique
- Durée : 116 minutes
- Dates de sortie :
  - Suède :  27 janvier 2017 (Festival de Göteborg) ;  24 février 2017 (en salles)
  - Finlande : 24 février 2017
  - États-Unis : 23 avril 2017
  - Allemagne : 25 juin 2017
  - France : 19 juillet 2017

## Distribution
- Pekka Strang : Touko / Tom
- Lauri Tilkanen : Veli / Nipa
- Jessica Grabowsky : Kaija
- Taisto Oksanen : Alijoki
- Seumas Sargent : Doug
- Niklas Hogner : Kake
- Jakob Oftebro : Jack
- Kari Hietalahti : Sahlin

## Accueil

### Accueil critique
L'accueil critique est moyen: le site Allociné recense une moyenne des critiques presse de 3,2/5, et des critiques spectateurs à 3,7/5. 